# Islandziege

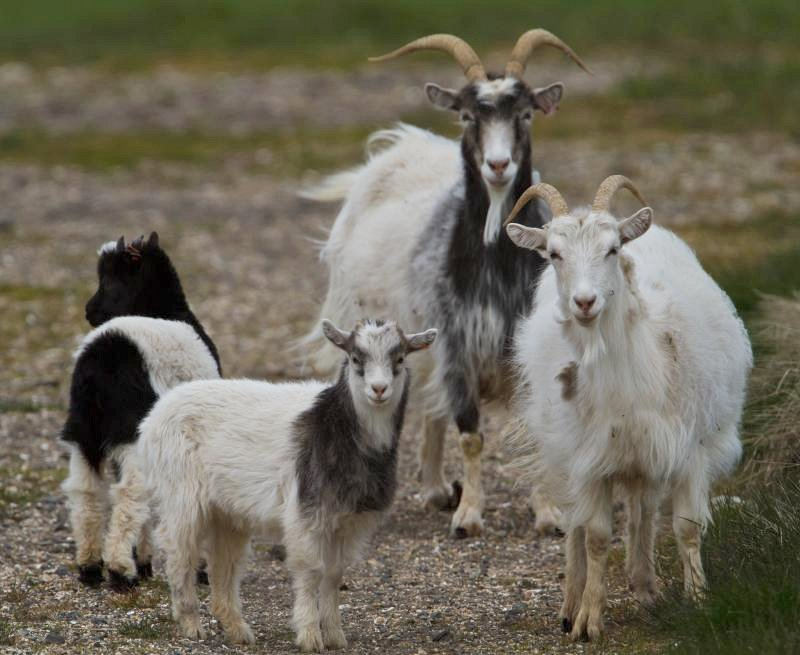
Islandziegen

Die Islandziege (isländisch Íslenska geitin) ist eine in Island vorkommende Ziegenrasse, die ihren Ursprung vermutlich in Norwegen hat.
Die Islandziege soll vor mehr als tausend Jahren, mit der ersten Besiedelung, von Norwegen aus auf die Insel gebracht worden sein. Sie hatte nie eine größere wirtschaftliche Bedeutung, wurde jedoch im ganzen Land gehalten, wenn auch in geringer Zahl. Ende des 19. Jahrhunderts war sie akut vom Aussterben bedroht, ihre Zahl war auf weniger als 100 geschrumpft. Wenige Jahrzehnte später jedoch, um 1930, hatte sie mit 3000 Individuen ihre größte Verbreitung. Heute (Stand: 2010) sind es um die 400 Tiere in rund 50 Beständen.
Der isländische Staat fördert seit Ende der 1960er Jahre die Zucht der Islandziege.